# Lionsgate Films
Cet article court présente un sujet plus développé dans : Lionsgate.
Lionsgate Films (anciennement Cinépix Film Properties puis Lions Gate) est une société américaine de production et de distribution de films basée à Santa Monica. Elle constitue la division cinéma de Starz Entertainment, après le changement de nom du groupe Lionsgate Entertainment en novembre 2024.

## Historique
L'entreprise Lions Gate Entertainment est fondée en 1997 à Vancouver par Frank Giustra. Celui-ci occupe le poste de chairman jusqu'en 2003 Au départ, Frank Giustra voulait tirer profit de l'industrie cinématographique en plein essor à Vancouver. La société achète à ses débuts de plusieurs petites installations de production et distributeurs. Son premier succès distribué par Lions Gate est American Psycho (2000), qui marque le début d'une tendance à produire et distribuer des films trop controversés pour les studios américains. Parmi les autres succès de Lions Gate, il y a notamment Affliction (1997), Ni Dieux ni Démons (1998), Dogma (1999), Collision (2005) et le documentaire Fahrenheit 9/11 de Michael Moore, qui s'avéra être le film le plus rentable du studio. En 2000, Frank Giustra quitte l'entreprise, qui est reprise par Jon Feltheimer (en) et Michael Burns. Giustra vend la majeure partie de sa participation en 2003.
En 2003, Lionsgate rachète Artisan Entertainment pour 220 millions de dollars.
En 2012, l'entreprise rachète Summit Entertainment.
Le 31 janvier 2016, Disney, la Fox et Lionsgate s'associent pour investir 50 millions d'USD dans le site et l'application de billetterie mobile Atom Tickets,. En juin 2016, Lionsgate annonce l'acquisition pour 4,4 milliards de dollars de Starz, issue d'une scission de Liberty Media.
Le 8 mars 2018, la société Atom Tickets, concurrente de Fandango, lève 60 millions d'USD auprès de ses partenaires, Fidelity Management and Research, Disney Accelerator, Lionsgate et 20th Century Fox,.
En mai 2019, Lionsgate propose la vente de Starz à CBS pour 5,5 milliards de dollars.
En novembre 2024, Lionsgate Entertainment est rebaptisé Starz Entertainment pour se distinguer du studio Lionsgate Studios

## Filmographie

### Années 2000
- 2001 : Route 666
- 2003 : Confidence
- 2003 : Lady Chance
- 2004 : Beyond the Sea
- 2004 : Saw
- 2004 : The Punisher
- 2005 : Chaos
- 2005 : Saw 2
- 2005 : The Devil's Rejects
- 2006 : Employés modèles
- 2006 : Saw 3
- 2006 : See No Evil
- 2007 : 3h10 pour Yuma
- 2007 : Bug
- 2007 : Charlie, les filles lui disent merci
- 2007 : Delta Farce
- 2007 : Hostel, chapitre II
- 2007 : Le Chantage
- 2007 : Les Condamnés
- 2007 : Pourquoi je me suis marié ?
- 2007 : Rogue : L'Ultime Affrontement
- 2007 : Saw 4
- 2007 : Bratz : In-sé-pa-rables !
- 2008 : Bangkok Dangerous
- 2008 : Braquage à l'anglaise
- 2008 : John Rambo
- 2008 : La Copine de mon meilleur ami
- 2008 : Le Royaume interdit
- 2008 : Chasseurs de Dragons
- 2008 : Les Créatures de l'Ouest
- 2008 : Punisher : Zone de guerre
- 2008 : Saw 5
- 2008 : The Eye
- 2008 : The Lucky Ones
- 2008 : The Spirit
- 2009 : Daybreakers
- 2009 : Hyper Tension 2
- 2009 : Les Cavaliers de l'Apocalypse
- 2009 : Meurtres à la St-Valentin
- 2009 : Precious
- 2009 : Saw 6
- 2009 : Ultimate Game

### Années 2010
- 2010 : Frankie et Alice
- 2010 : Kick-Ass
- 2010 : Kiss & Kill
- 2010 : Kung Fu Nanny
- 2010 : Le Dernier Exorcisme
- 2010 : Les Couleurs du destin
- 2010 : Les Petits Mouchoirs de Guillaume Canet
- 2010 : Les Trois prochains jours
- 2010 : Pourquoi je me suis marié aussi ?
- 2010 : Rabbit Hole
- 2010 : Saw 3D : Chapitre final
- 2011 : Conan
- 2011 : Everything Must Go
- 2011 : Identité secrète
- 2011 : La Défense Lincoln
- 2011 : Margin Call
- 2011 : The Devil's Double
- 2011 : Warrior
- 2012 : Arbitrage
- 2012 : Ce qui vous attend si vous attendez un enfant
- 2012 : Crimes de guerre
- 2012 : Dredd
- 2012 : Expendables 2 : Unité spéciale
- 2012 : Foodfight!
- 2012 : Hunger Games
- 2012 : La Cabane dans les bois
- 2012 : Les Derniers Affranchis
- 2012 : LOL USA
- 2012 : Mud : Sur les rives du Mississippi
- 2012 : Possédée
- 2012 : Recherche Bad Boys désespérément
- 2012 : Safe
- 2012 : Sex Therapy
- 2012 : The Bay
- 2013 : 12 Years a Slave
- 2013 : All Is Lost
- 2013 : Blood Ties
- 2013 : Hunger Games : L'Embrasement
- 2013 : Imogene
- 2013 : Joe
- 2013 : Kick-Ass 2
- 2013 : La stratégie Ender
- 2013 : Le Dernier Rempart
- 2013 : Penthouse North
- 2013 : Prisoners
- 2013 : Repentance
- 2013 : Suspect
- 2013 : Tentation : Confessions d'une femme mariée
- 2013 : Texas Chainsaw 3D
- 2013 : Un grand mariage
- 2014 : Braquage à l'américaine
- 2014 : Anarchy: Ride or Die
- 2014 : Broadway Therapy
- 2014 : Deuxième Chance à Brooklyn
- 2014 : Expendables 3
- 2014 : Game of Fear
- 2014 : Hunger Games : La Révolte, partie 1
- 2014 : I, Frankenstein
- 2014 : John Wick
- 2014 : L'Affaire Monet
- 2014 : Les Âmes silencieuses
- 2014 : Life of Crime
- 2014 : Pompéi
- 2014 : Teach Me Love
- 2014 : The Prince
- 2014 : Traffics
- 2014 : Un homme très recherché
- 2015 : Adaline
- 2015 : American Ultra
- 2015 : Bus 657
- 2015 : Charlie Mortdecai
- 2015 : Chi-Raq
- 2015 : Divergente 2 : L'Insurrection
- 2015 : Dragon Blade
- 2015 : Enfant 44
- 2015 : Extraction
- 2015 : Free Love
- 2015 : Hunger Games : La Révolte, partie 2
- 2015 : Joker
- 2015 : Last Knights
- 2015 : La Fabuleuse Gilly Hopkins
- 2015 : Le Dernier Chasseur de sorcières
- 2015 : Love the Coopers
- 2015 : Maggie
- 2015 : Point Break
- 2015 : Prémonitions
- 2015 : Secret Agency
- 2015 : Sicario
- 2015 : Tracers
- 2015 : Vice
- 2016 : Un hologramme pour le roi
- 2016 : American Pastoral
- 2016 : Blair Witch
- 2016 : Blood Father
- 2016 : Deepwater
- 2016 : Dirty Papy
- 2016 : Genius
- 2016 : Gods of Egypt
- 2016 : Imperium
- 2016 : Insaisissables 2
- 2016 : La La Land
- 2016 : Life on the Line
- 2016 : Manhattan Night
- 2016 : Marauders
- 2016 : Mechanic: Resurrection
- 2016 : Nerve
- 2016 : Opération Avalanche
- 2016 : Precious Cargo
- 2016 : Quelques minutes après minuit
- 2016 : Suspicions
- 2016 : The Darkness
- 2016 : The Duel
- 2016 : The Whole Truth
- 2016 : Traque à Boston
- 2016 : Tu ne tueras point
- 2016 : The Duke
- 2017 : Aftermath
- 2017 : Altitude
- 2017 : American Assassin
- 2017 : Arsenal
- 2017 : Black Butterfly
- 2017 : Bullet Head
- 2017 : Conspiracy
- 2017 : Extortion
- 2017 : First Kill
- 2017 : Hitman and Bodyguard
- 2017 : Jigsaw
- 2017 : John Wick 2
- 2017 : Killing Gunther
- 2017 : Le Château de verre
- 2017 : Le Chemin du pardon
- 2017 : Leatherface
- 2017 : My Little Pony, le film
- 2017 : Power Rangers
- 2017 : Stronger
- 2017 : The Big Sick
- 2017 : Usurpation
- 2017 : Wonder
- 2017 : Line of Fire
- 2018 : Acts of Violence
- 2018 : La Voix du pardon
- 2018 : Spinning Man
- 2018 : Future World
- 2018 : Sicario : La Guerre des cartels
- 2018 : The Passenger
- 2018 : Agents doubles
- 2018 : The Con Is On
- 2018 : Évasion 2 : Le Labyrinthe d'Hadès
- 2018 : L'Espion qui m'a larguée
- 2018 : Kin : Le Commencement
- 2018 : Représailles
- 2018 : L'Ombre d'Emily
- 2018 : Blackwood, le pensionnat
- 2018 : Little Italy
- 2018 : Robin des Bois
- 2018 : Backtrace
- 2019 : Keepers
- 2019 : Sang froid
- 2019 : The Kid
- 2019 : Hellboy
- 2019 : Crypto
- 2019 : Séduis-moi si tu peux !
- 2019 : The Poison Rose
- 2019 : John Wick 3: Parabellum
- 2019 : Évasion 3 : The Extractors
- 2019 : Rambo: Last Blood
- 2019 : 10 Minutes Gone
- 2019 : Primal
- 2019 : Midway
- 2019 : État de choc
- 2019 : À couteaux tirés
- 2019 : Scandale

### Années 2020
- 2020 : L'Ultime sacrifice
- 2020 : J'y crois encore
- 2020 : Arkansas
- 2020 : Survivre
- 2020 : Force of Nature
- 2020 : Antebellum
- 2020 : Run
- 2020 : Fatale
- 2021 : Barb and Star Go to Vista Del Mar
- 2021 : Voyagers
- 2021 : Un espion ordinaire
- 2021 : Vanquish
- 2021 : Chaos Walking
- 2021 : Spirale : L'Héritage de Saw
- 2021 : Hitman and Bodyguard 2
- 2021 : La Proie
- 2021 : The Protégé
- 2021 : Dangerous
- 2021 : American Underdog
- 2022 : Un talent en or massif
- 2022 : Moonfall
- 2022 : Hopper et le Hamster des ténèbres
- 2022 : Paradise Highway
- 2022 : La Proie du diable
- 2022 : Clerks 3
- 2022 : Lamborghini : L'Homme derrière la légende
- 2023 : Mayday
- 2023 : Operation Fortune: Ruse de guerre
- 2023 : Mon père et moi
- 2023 : John Wick: Chapter 4
- 2023 : Retribution
- 2023 : La Maison du mal
- 2023 : Expendables 4
- 2023 : Saw X
- 2023 : Hunger Games : La Ballade du serpent et de l'oiseau chanteur
- 2023 : Follow_dead
- 2023 : Silent Night
- 2024 : Imaginary
- 2024 : Ordinary Angels
- 2024 : Le Ministère de la Sale Guerre
- 2024 : Les Intrus
- 2024 : White Bird: A Wonder Story
- 2024 : Borderlands
- 2024 : The Crow
- 2024 : The Killer's Game
- 2024 : Mother Land
- 2024 : Armor
- 2024 : Dirty Angels
- 2025 : Criminal Squad : Pantera
- 2025 : Good Fortune
- 2025 : Alarum
- 2025 : Vol à haut risque
- 2025 : The Unbreakable Boy (en)
- 2025 : Shadow Force
- 2025 : Hurry Up Tomorrow
- 2025 : Ballerina
- 2025 : Les Intrus : Chapitre 2
- 2025 : Insaisissables 3
- 2025 : Greenland: Migration
- 2025 : La Femme de ménage
- 2025 : In the Grey
- 2025 : Saw XI
- 2026 : Mutiny
- 2026 : Michael